# Robert Langer (Islamwissenschaftler)
Robert Langer (* 1967) ist ein deutscher Islamwissenschaftler.

## Leben
Nach der Promotion 2004 zum Dr. phil. und der Habilitation 2016 an der Ruprecht-Karls-Universität Heidelberg bei Michael Ursinus, Gregor Ahn und Stefan Reichmuth ist er seit 2022 Professor für Religionswissenschaft mit dem Schwerpunkt Islam an der Universität der Bundeswehr München.
Seine Forschungsschwerpunkte sind religiöse und konfessionelle Diversität in der „Islamischen Welt“ einschließlich Diaspora; Religionsgeschichte und Religionsethnologie islamisch geprägter Kulturen Westasiens, des Mittelmeerraums sowie Nord- und Subsahara-Afrikas; Ritualforschung, Ritualtheorie und empirische Religionsforschung in den Bereichen kulturelle Performanz sowie Visualität und Materialität.

## Schriften (Auswahl)
- Pīrān und Zeyāratgāh. Schreine und Wallfahrtsstätten der Zarathustrier im neuzeitlichen Iran. Paris 2008, ISBN 978-90-429-2193-1.